# Skorpgrynna
Skorpgrynna (Dichostereum boreale) är en svampart som först beskrevs av Zdeněk Pouzar, och fick sitt nu gällande namn av Ginns & M.N.L. Lefebvre 1993. Skorpgrynna ingår i släktet Dichostereum och familjen Lachnocladiaceae.  Arten är reproducerande i Sverige. Inga underarter finns listade i Catalogue of Life.